# Enchtajwany Ariunbold
Enchtajwany Ariunbold (mong. Энхтайваны Ариунболд ;ur. 8 października 1995) – mongolski judoka. Olimpijczyk z Paryża, gdzie zajął dziewiąte miejsce w wadze ekstralekkiej.
Wicemistrz świata w 2022; uczestnik zawodów w 2023 i 2024. Startował w Pucharze Świata w 2019. Piąty na igrzyskach azjatyckich w 2022. Brązowy medalista mistrzostw Azji w 2019, a także igrzysk wojskowych w 2019  roku.

## Letnie Igrzyska Olimpijskie 2024
| Konkurencja | Eliminacje           | Eliminacje            | Klas. końcowa |
| Konkurencja | Przeciwnik I         | Przeciwnik II         | Miejsce       |
| ----------- | -------------------- | --------------------- | ------------- |
| 60 kg       | Youssry Samy (EGY) Z | Luka Mkheidze (FRA) P | 9.            |